# Arith
Arith est une commune française située dans le département de la Savoie, en région Auvergne-Rhône-Alpes.

## Géographie

### Situation
Arith est un petit village situé dans le massif des Bauges, en Savoie dans la région Auvergne-Rhône-Alpes.
Il est situé à 25 km de Aix-les-bains et à 30 km de Annecy et de Chambéry.

### Communes limitrophes
|                                                                            | Allèves Cusy |              |
| Saint-Offenge-Dessus (Saint-Offenge) Saint-Offenge-Dessous (Saint-Offenge) | Arith        | Lescheraines |
|                                                                            |              |              |

En plus du chef-lieu, le village est composé de plusieurs hameaux, les plus importants étant Montagny et Bourchigny.
Arith est placé au-dessus du nant de Saint François. Au nord-ouest d'Arith, et au-dessus de Montagny se trouve la montagne de Bange sur laquelle il y a la forêt du Chênay, l'alpage de la revêche et l'alpage du Mariet où se trouve un petit "lac" et de beaux chalets.
Il y a aussi les chalets de Montorset et la falaise de Montorset qui géologiquement fait partie de la montagne de Bange plus au sud de l'alpage du Mariet. Au sud-ouest du village s'étend la montagne de Prépoulain.

### Climat
Pour des articles plus généraux, voir Climat d'Auvergne-Rhône-Alpes et Climat de la Savoie.
En 2010, le climat de la commune est de type climat de montagne, selon une étude du Centre national de la recherche scientifique s'appuyant sur une série de données couvrant la période 1971-2000. En 2020, Météo-France publie une typologie des climats de la France métropolitaine dans laquelle la commune est exposée à un climat de montagne ou de marges de montagne et est dans la région climatique Alpes du nord, caractérisée par une pluviométrie annuelle de 1 200 à 1 500 mm, irrégulièrement répartie en été.
Pour la période 1971-2000, la température annuelle moyenne est de 9 °C, avec une amplitude thermique annuelle de 17,5 °C. Le cumul annuel moyen de précipitations est de 1 302 mm, avec 10 jours de précipitations en janvier et 9 jours en juillet. Pour la période 1991-2020, la température moyenne annuelle observée sur la station météorologique de Météo-France la plus proche, « Lescheraines », sur la commune de Lescheraines à 2 km à vol d'oiseau, est de 9,3 °C et le cumul annuel moyen de précipitations est de 1 363,4 mm,. Pour l'avenir, les paramètres climatiques de la commune estimés pour 2050 selon différents scénarios d'émission de gaz à effet de serre sont consultables sur un site dédié publié par Météo-France en novembre 2022.

## Urbanisme

### Typologie
Au 1er janvier 2024, Arith est catégorisée commune rurale à habitat dispersé, selon la nouvelle grille communale de densité à sept niveaux définie par l'Insee en 2022.
Elle est située hors unité urbaine. Par ailleurs la commune fait partie de l'aire d'attraction d'Annecy, dont elle est une commune de la couronne,. Cette aire, qui regroupe 79 communes, est catégorisée dans les aires de 200 000 à moins de 700 000 habitants,.

### Occupation des sols
L'occupation des sols de la commune, telle qu'elle ressort de la base de données européenne d’occupation biophysique des sols Corine Land Cover (CLC), est marquée par l'importance des forêts et milieux semi-naturels (81,9 % en 2018), une proportion identique à celle de 1990 (81,9 %). La répartition détaillée en 2018 est la suivante : 
forêts (69,2 %), prairies (16,6 %), milieux à végétation arbustive et/ou herbacée (12,7 %), zones urbanisées (1,6 %).
L'IGN met par ailleurs à disposition un outil en ligne permettant de comparer l’évolution dans le temps de l’occupation des sols de la commune (ou de territoires à des échelles différentes). Plusieurs époques sont accessibles sous forme de cartes ou photos aériennes : la carte de Cassini (XVIIIe siècle), la carte d'état-major (1820-1866) et la période actuelle (1950 à aujourd'hui).

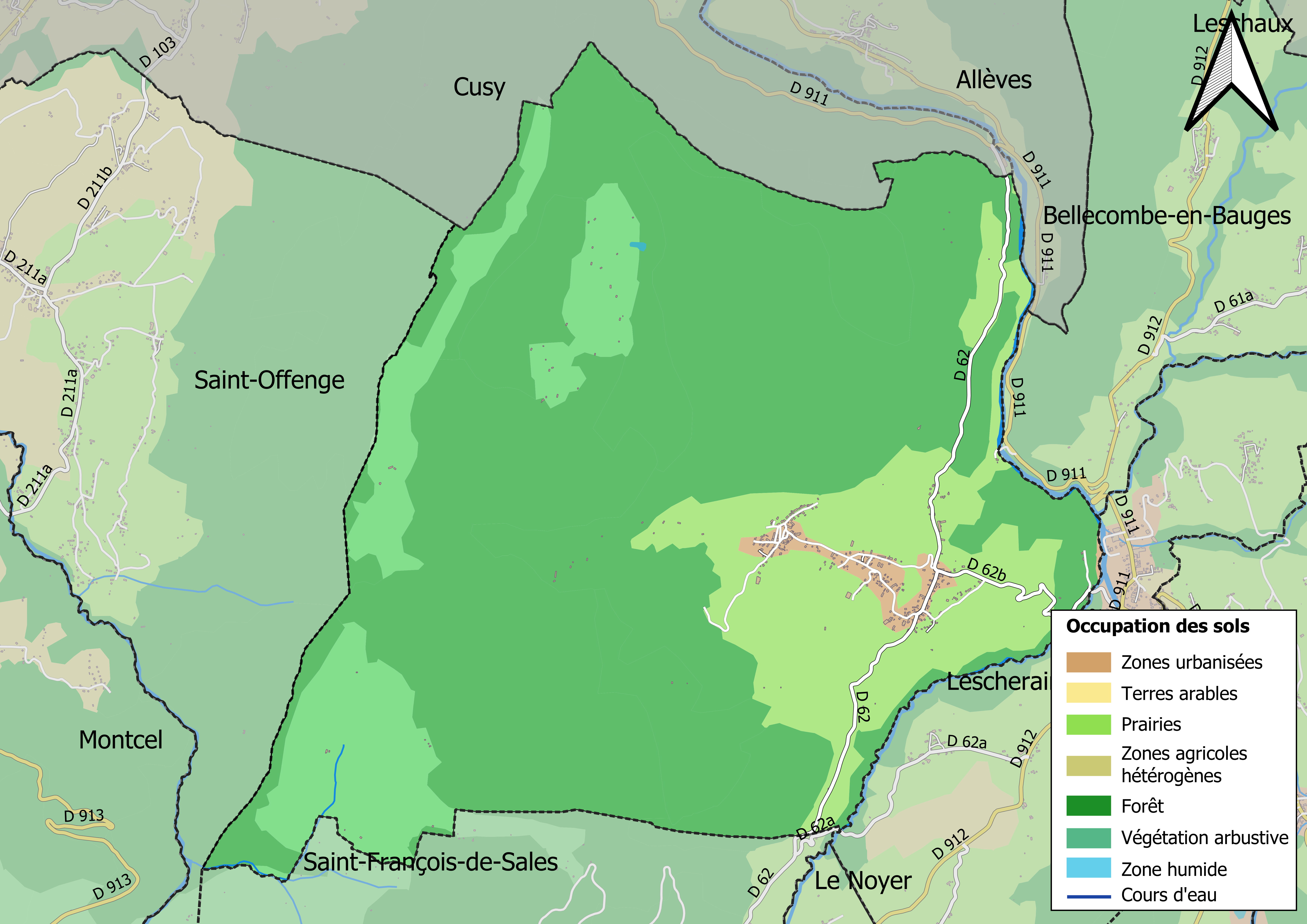
Carte des infrastructures et de l'occupation des sols en 2018 (CLC) de la commune.
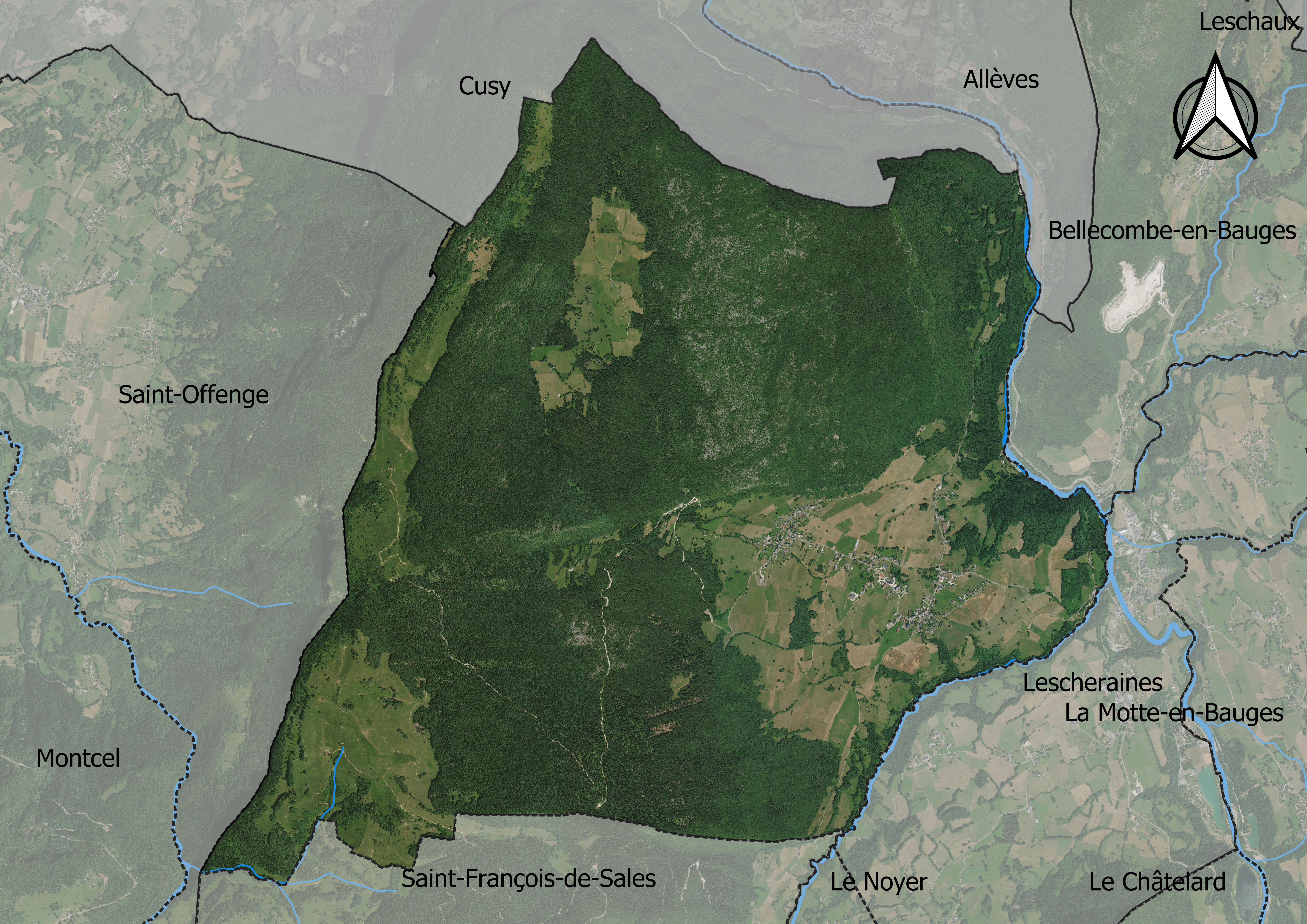
Carte orthophotogrammétrique de la commune.

## Toponymie
Le toponyme est mentionné, pour la première fois dans la documentation aux XIIIe et XIVe siècles, sous les formes Derit (1275), Cura de Arit ou Aric (vers 1344), Parocchia de Arico et Apud Aricum (1356). Au siècle suivant, on trouve Dominus Arici (1400),.
Selon Adolphe Gros, le nom de la commune trouve son origine dans le nom d'un domaine gallo-romaine *[fundus] Ar[r]ici, sur la base d'un anthroponyme Ar[r]icus.
En francoprovençal, le nom de la commune s'écrit Areu, selon la graphie de Conflans.

## Histoire
Durant la Révolution, le curé de la paroisse d'Arith, le père Quoex, fut obligé de s'enfuir. Il trouva refuge dans une cavité naturelle près de l'actuel chalet Pernet. Il continua de célébrer les messes dans la forêt à l'endroit appelé l'Autel du Curé. Chaque année au mois d'août dans le but d'entretenir la mémoire de cette histoire, une messe est célébrée.[réf. nécessaire]

## Politique et administration

### Liste des maires
| Période                                  | Période                    | Identité         | Étiquette | Qualité            |
| ---------------------------------------- | -------------------------- | ---------------- | --------- | ------------------ |
| Les données manquantes sont à compléter. |                            |                  |           |                    |
| mars 2002                                | mars 2014                  | Michel Dumollard | PS        |                    |
| mars 2014                                | août 2016                  | Jean-Michel Léon | SE        | Cadre              |
| août 2016                                | juin 2020                  | Pierre Gérard    | SE        | Ingénieur retraité |
| juin 2020                                | En cours (au 30 juin 2020) | Cécile Trahand   | SE        |                    |

## Population et société

### Démographie
L'évolution du nombre d'habitants est connue à travers les recensements de la population effectués dans la commune depuis 1793. Pour les communes de moins de 10 000 habitants, une enquête de recensement portant sur toute la population est réalisée tous les cinq ans, les populations de référence des années intermédiaires étant quant à elles estimées par interpolation ou extrapolation. Pour la commune, le premier recensement exhaustif entrant dans le cadre du nouveau dispositif a été réalisé en 2004.

En 2022, la commune comptait 439 habitants, en évolution de −0,45 % par rapport à 2016 (Savoie : +3,63 %, France hors Mayotte : +2,11 %).
| 1793 | 1800 | 1806  | 1822  | 1838  | 1848  | 1858 | 1861 | 1866 |
| ---- | ---- | ----- | ----- | ----- | ----- | ---- | ---- | ---- |
| 848  | 926  | 1 024 | 1 120 | 1 104 | 1 104 | 999  | 971  | 912  |

| 1872 | 1876 | 1881 | 1886 | 1891 | 1896 | 1901 | 1906 | 1911 |
| ---- | ---- | ---- | ---- | ---- | ---- | ---- | ---- | ---- |
| 851  | 830  | 816  | 797  | 722  | 651  | 663  | 624  | 552  |

| 1921 | 1926 | 1931 | 1936 | 1946 | 1954 | 1962 | 1968 | 1975 |
| ---- | ---- | ---- | ---- | ---- | ---- | ---- | ---- | ---- |
| 450  | 496  | 445  | 436  | 417  | 389  | 357  | 282  | 248  |

| 1982 | 1990 | 1999 | 2004 | 2006 | 2009 | 2014 | 2019 | 2022 |
| ---- | ---- | ---- | ---- | ---- | ---- | ---- | ---- | ---- |
| 259  | 277  | 289  | 352  | 371  | 377  | 435  | 443  | 439  |

### Enseignement
La commune est rattachée à l'académie de Grenoble.

## Culture locale et patrimoine

### Lieux et monuments

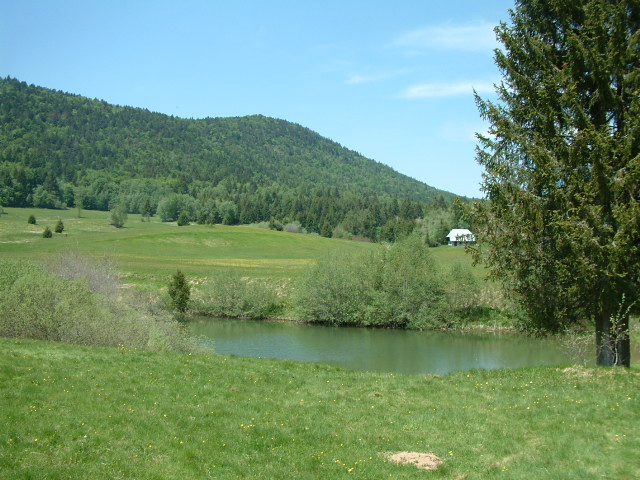
Le plateau du Mariet.

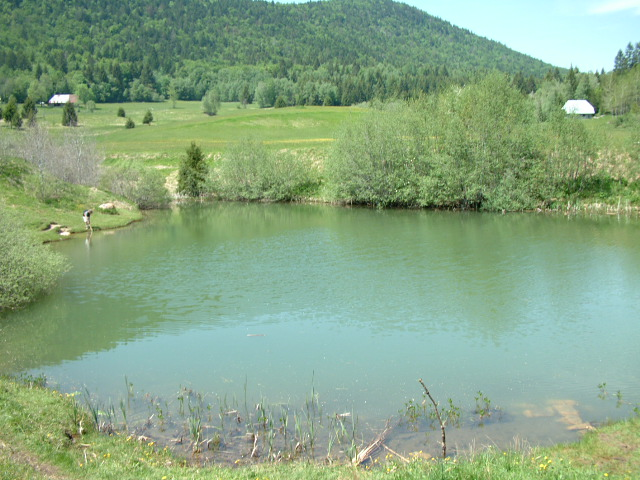
Le plateau du Mariet.

La montagne de Bange (altitude 1 434 m) et le pic de Bange (1 217 m) étaient autrefois une zone militaire (champ de tirs). Actuellement, le vallon du Mariet est réservé à l'agriculture (production de fourrages ou pâture pour les élevages).
La montagne de Bange et le bois de Prépoulain sont des lieux où l'on peut trouver de nombreux sites de spéléologie, explorés ou non.

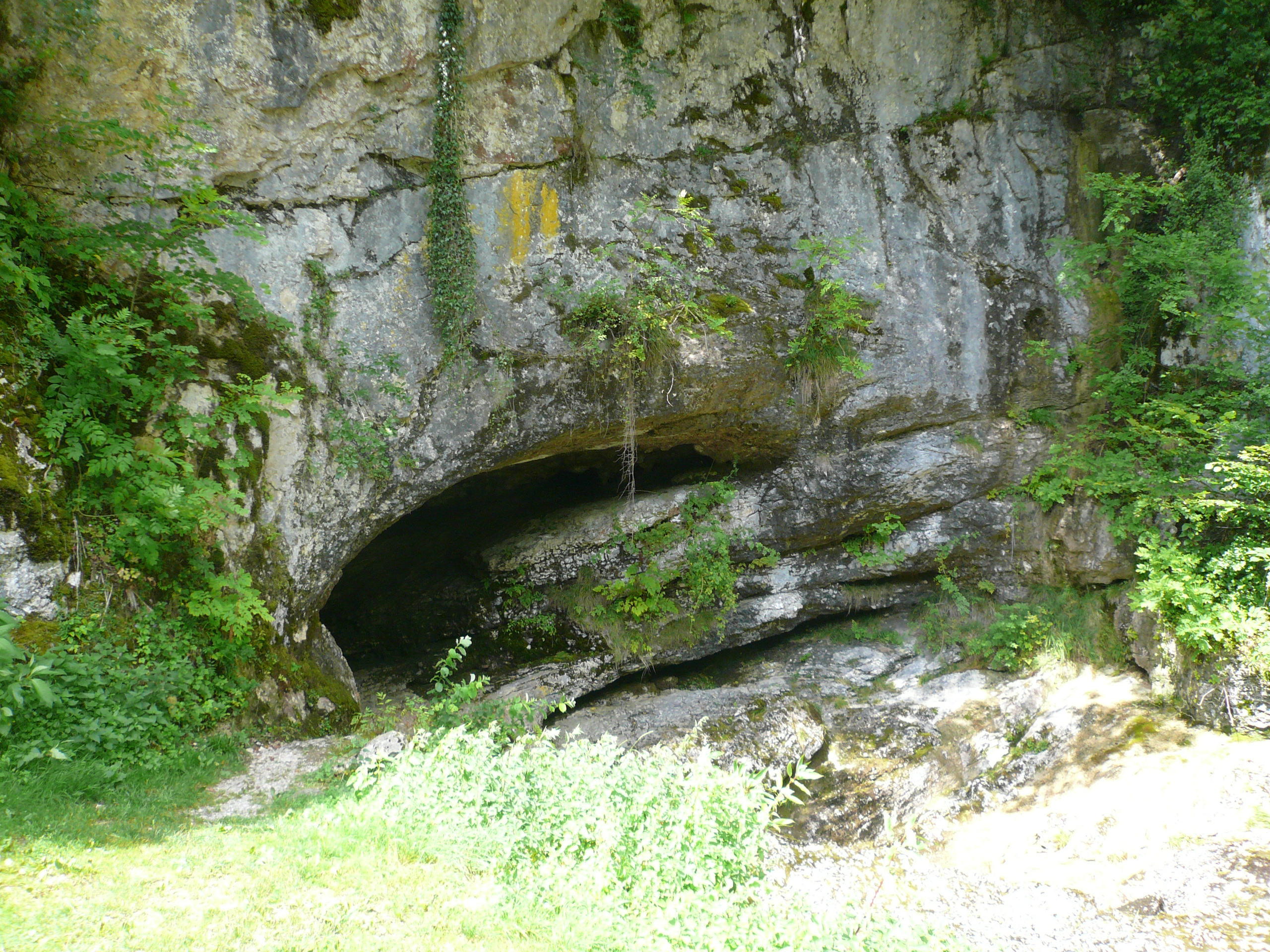
La grotte de Prérouge, résurgence des eaux de la montagne de Bange.